# Brachionycha eugraphomena
Brachionycha eugraphomena là một loài bướm đêm trong họ Noctuidae.